# Töltschach
Töltschach je naselje v Občini Gospa Sveta v Okraju Celovec-dežela na Koroškem v Avstriji.